# Liverpool
Liverpool je město a metropolitní distrikt v regionu Severozápadní Anglie rozkládající se na východní části Merseyské zátoky.

## Charakteristika města
Liverpool se rozkládá na pásmu pahorků vysokých maximálně 70 m. Centrum města se nachází asi 8 km ve vnitrozemí od Liverpoolského zálivu a Irského moře. Počet obyvatel Liverpoolu v roce 2002 dosahoval 441 477 a Merseyská konurbace měla v té době 1 362 026 obyvatel.
Liverpool je známým kulturním centrem především ve spojení s populární hudbou. Vznikly zde např. skupiny Beatles, Frankie Goes to Hollywood nebo Echo & the Bunnymen. Na konci 19. století byl považován za druhý největší přístav impéria, protože přes jeho přístav procházelo nejvíce zboží ve srovnání s jinými britskými městy s výjimkou Londýna.
Město bylo také významným průmyslovým centrem. Ve 20. století ale ztratilo velkou část pracovních míst a je tak jednou z nejchudších částí Velké Británie.

## Historie
Přesto, že král Jan roku 1207 ustanovil Liverpool jako distrikt, ještě v polovině 16. století dosahoval počet obyvatel města jen asi 500. V 17. století se postupně rozvíjel obchod a počet obyvatel mírně stoupal. V době Anglické občanské války byl Liverpool místem mnoha bitev včetně 18 denního obléhání. Roku 1699 byla z Liverpoolu vypravena první otrokářská loď do Afriky. S tím, jak se rozvíjel obchod s Indií, rozrůstalo se i město. První mokrý dok ve Velké Británii byl postaven v Liverpoolu roku 1715. Na konci století kontroloval Liverpool 40% evropského a 80% britského obchodu s otroky.

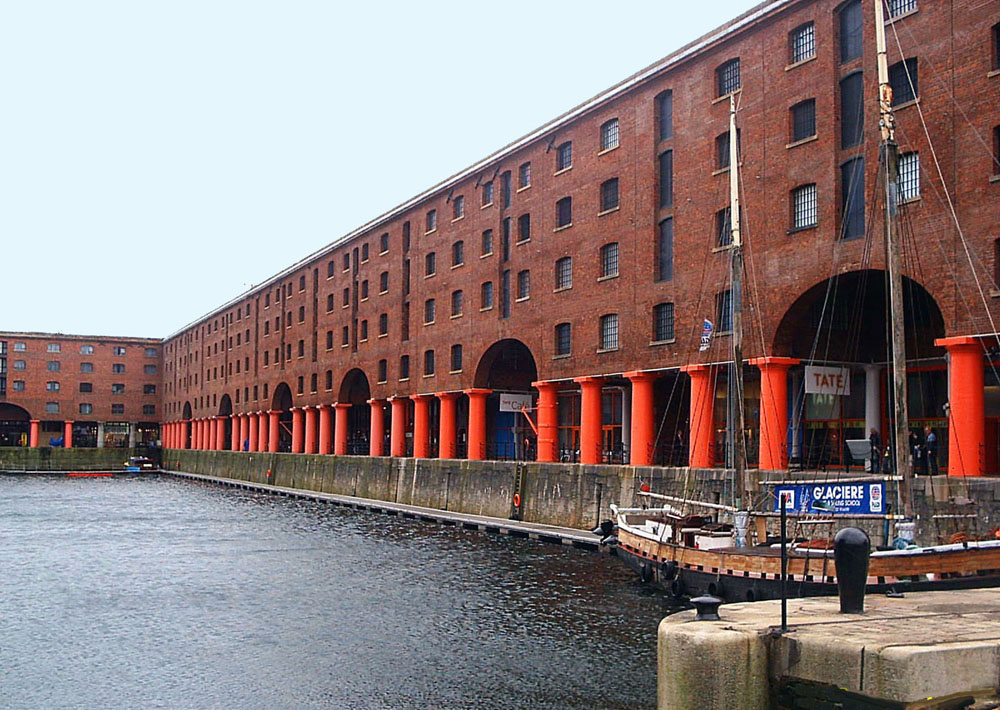
Albertův dok

Na počátku 19. století probíhalo 40% světového obchodního obratu Liverpoolem a to se odrazilo i ve stavbě mnoha honosných staveb. Roku 1830 byla zprovozněna železniční trať Liverpool and Manchester Railway. Počet obyvatel prudce rostl, zvláště po roce 1840 přílivem imigrantů především z Irska. Okolo roku 1851 tvořili Irové asi 25% obyvatel města. Na počátku 20. století se projevila další přistěhovalecká vlna z Evropy.
V průběhu druhé světové války byl Liverpool terčem osmi náletů, při nichž bylo usmrceno asi 2 500 lidí a byla zničena velká část obytných domů. V poválečné době bylo vybudováno mnoho obytných budov a největší dok ve Velké Británii - Seaforth Dock.
V 60. letech 20. století se město stalo centrem mladé kultury. V té době zde byla založena slavná skupina Beatles a jiné popové skupiny, které učinily město centrem populární hudby. Ekonomická úroveň města však od 50. let klesala a Liverpool ztrácel mnoho pracovních, upadaly postupně i místní doky. S rozvojem kontejnerové dopravy se stalo vybavení přístavu zastaralé. V 80. letech bylo procento nezaměstnaných ve městě jedno z nejvyšších v zemi.
Na konci 20. století se úřady města koncentrovaly na postupnou regeneraci ekonomiky. Liverpool se mimo jiné snaží využít popularity hudebních skupin vzniklých v 60. letech, a přilákat tak turisty.

## Ekonomika a průmysl

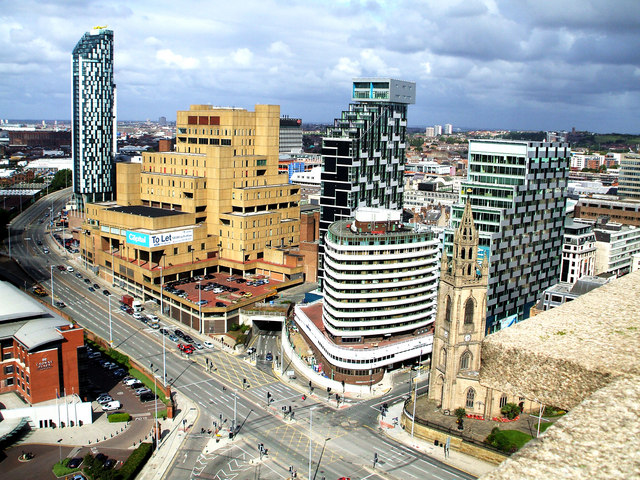
Liverpoolský Obchodní District

Ekonomika města se začíná zotavovat z poválečného poklesu. V letech 1995 až 2001 se úroveň HDP na obyvatele zvyšovala o 6,3% za rok, ve srovnání s 5,8% ve Vnitřním Londýně a 5,7% v Bristolu. Počet pracovních míst v tomto období narůstal ročně o 9,2%. Přesto je Liverpool stále chudá oblast. Ve městě se nachází deset nejchudších distriktů země.
Stejně jako v jiných částech Velké Británie se v Liverpoolu rozvíjí sektor služeb. Ve městě sídlí některé vládní úřady, jako například kanceláře National Health Service a některé agentury ministerstva vnitra – Criminal Records Bureau a Identity and Passport Service. Investice soukromého sektoru se soustřeďují například do call center. Další významnou aktivitou soukromého sektoru je vývojové středisko společnosti Sony pro její PlayStation.
Turistika se stává pro město významnou částí jeho ekonomiky. V poslední době je plánován rozvoj kvalitních služeb pro turisty, včetně stavby a zřizování hotelů, restaurací a klubů. Památky města přitahují nejen turisty, ale i filmaře, a tak je Liverpool jedním z nejfilmovanějších měst Velké Británie.

## Správa
Liverpool je spravován radou města Liverpool, jednou z pěti rad v rámci metropolitního hrabství Merseyside. Je rozdělen do 30 volebních okrsků pro volby do rady města. Pro volby do parlamentu je město rozděleno do 5 obvodů – Liverpool Garston, Liverpool Riverside, Liverpool Walton, Liverpool Wavertree a Liverpool West Derby.

## Doprava

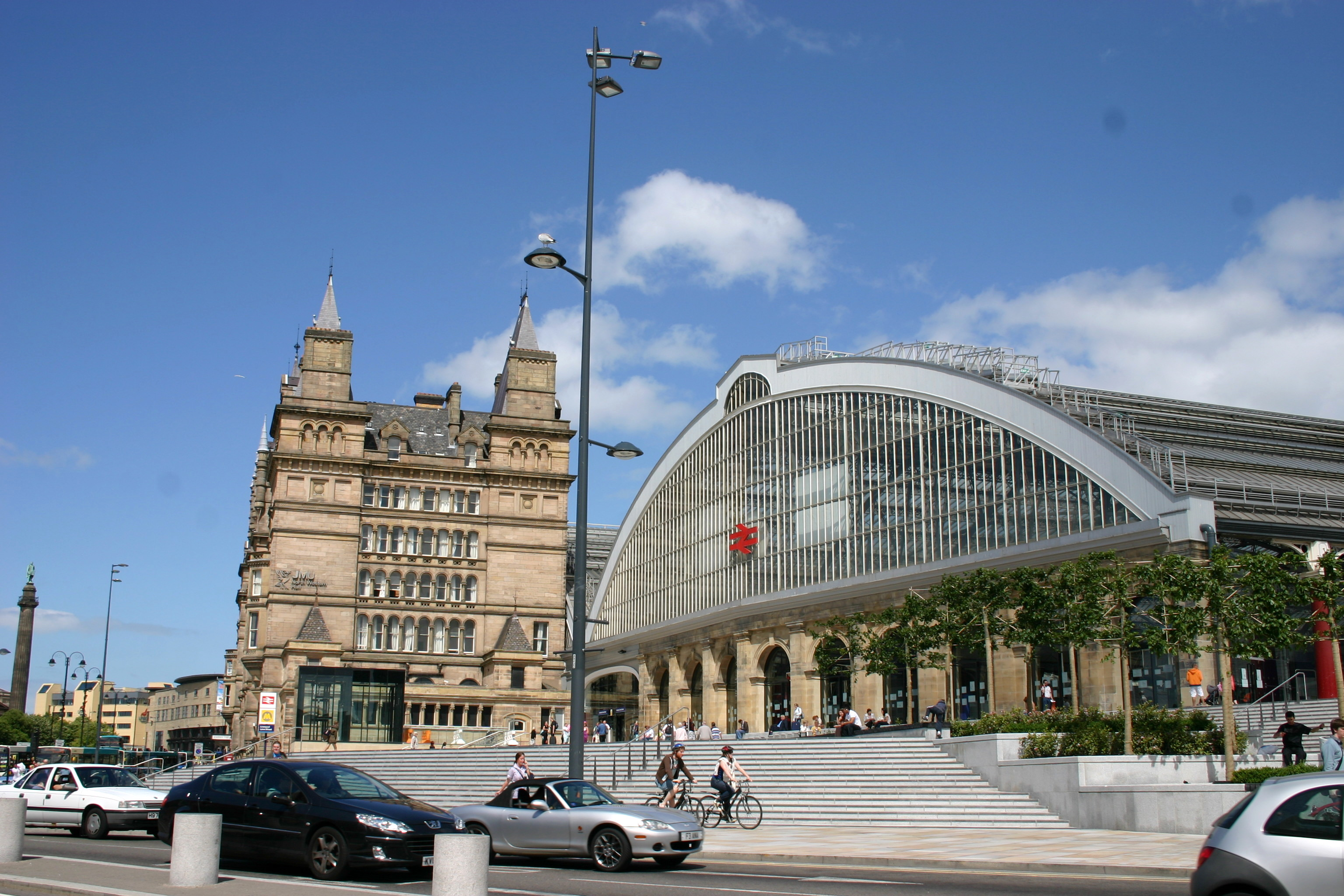
Liverpool Lime Street station

Pod řekou Mersey prochází tři tunely – jeden železniční – Mersey Railway Tunnel a dva silniční – Queensway Tunnel a Kingsway Tunnel. Spojení mezi Liverpoolem a Wirralem je zajišťováno i Merseyským trajektem. Břehy řeky Mersey spojuje u Runcornu most Silver Jubilee Bridge (běžně známý jako Runcorn Bridge).
Roku 2001 bylo Liverpoolské letiště, nacházející se nedaleko Speke, přejmenováno na Liverpoolské letiště Johna Lennona. Logo letiště obsahuje skicu namalovanou Johnem Lennonem a slova Nad námi je jen nebe, pocházející z jeho písně Imagine.
V roce 2002 využilo služeb Liverpoolského přístavu 716 000 pasažérů cestujících především na ostrov Man a do Irska.
Příměstské železniční spojení v Liverpoolu je zajišťováno Merseyskou železniční síti. Části této trati vedou v centru města většinou podzemím. Sestává ze dvou linek – severní linky vedoucí do Southportu, Ormskirku, Kirkby a Hunts Cross a linky wirral která vede přes Mersey Railway Tunnel a dále do New Brighton, West Kirby, Chester a Ellesmere Port.
Hlavní železniční stanicí pro dálkové vlakové spoje je Liverpool Lime Street station. Odsud je město spojeno s Londýnem, Birminghamem, Manchesterem, Prestonem, Leedsem, Scarborough, Sheffieldem, Nottinghamem a Norwichem.

## Kultura

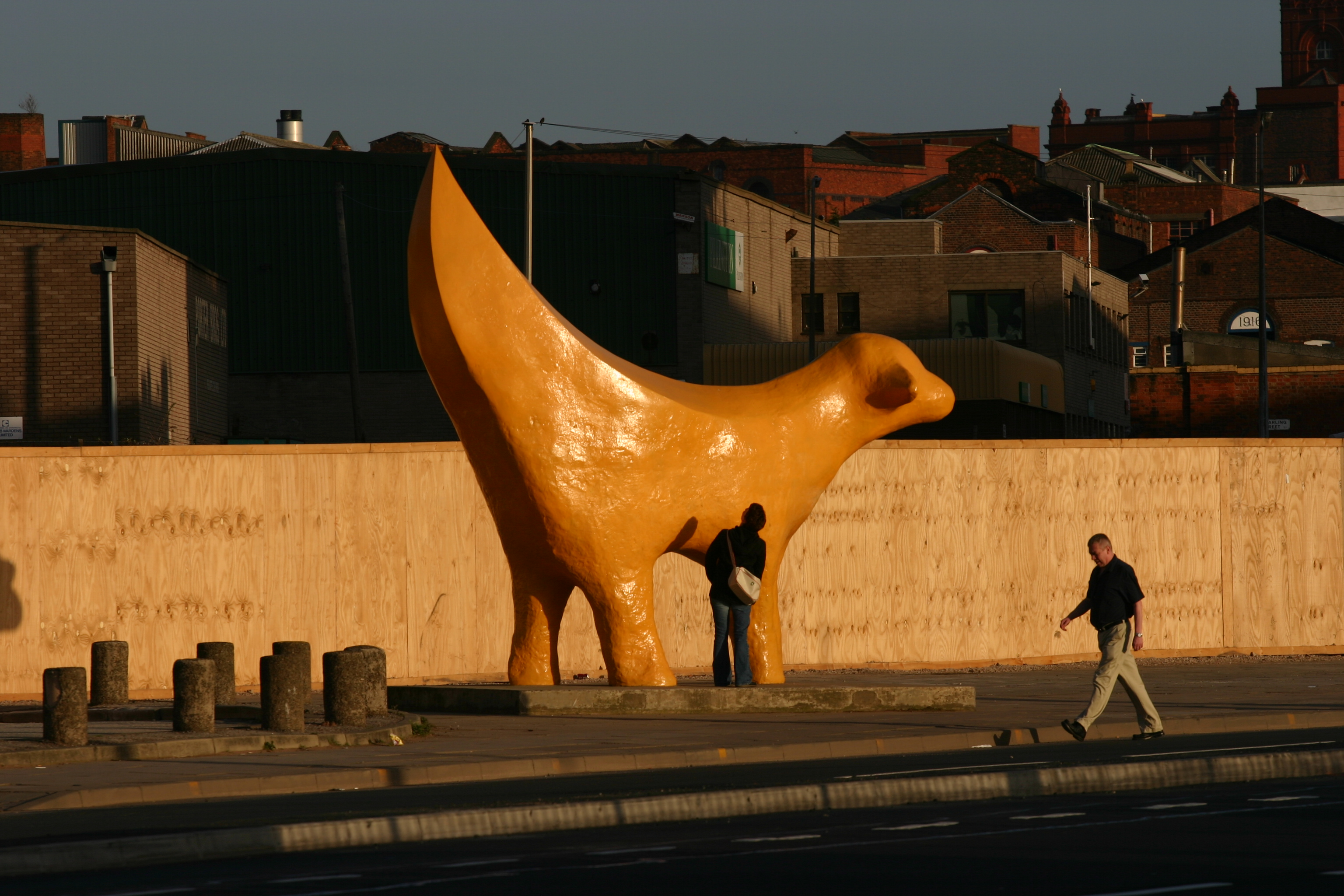
SuperlambBanana, skulptura Taro Chieza. Nachází se poblíž Albertova doku

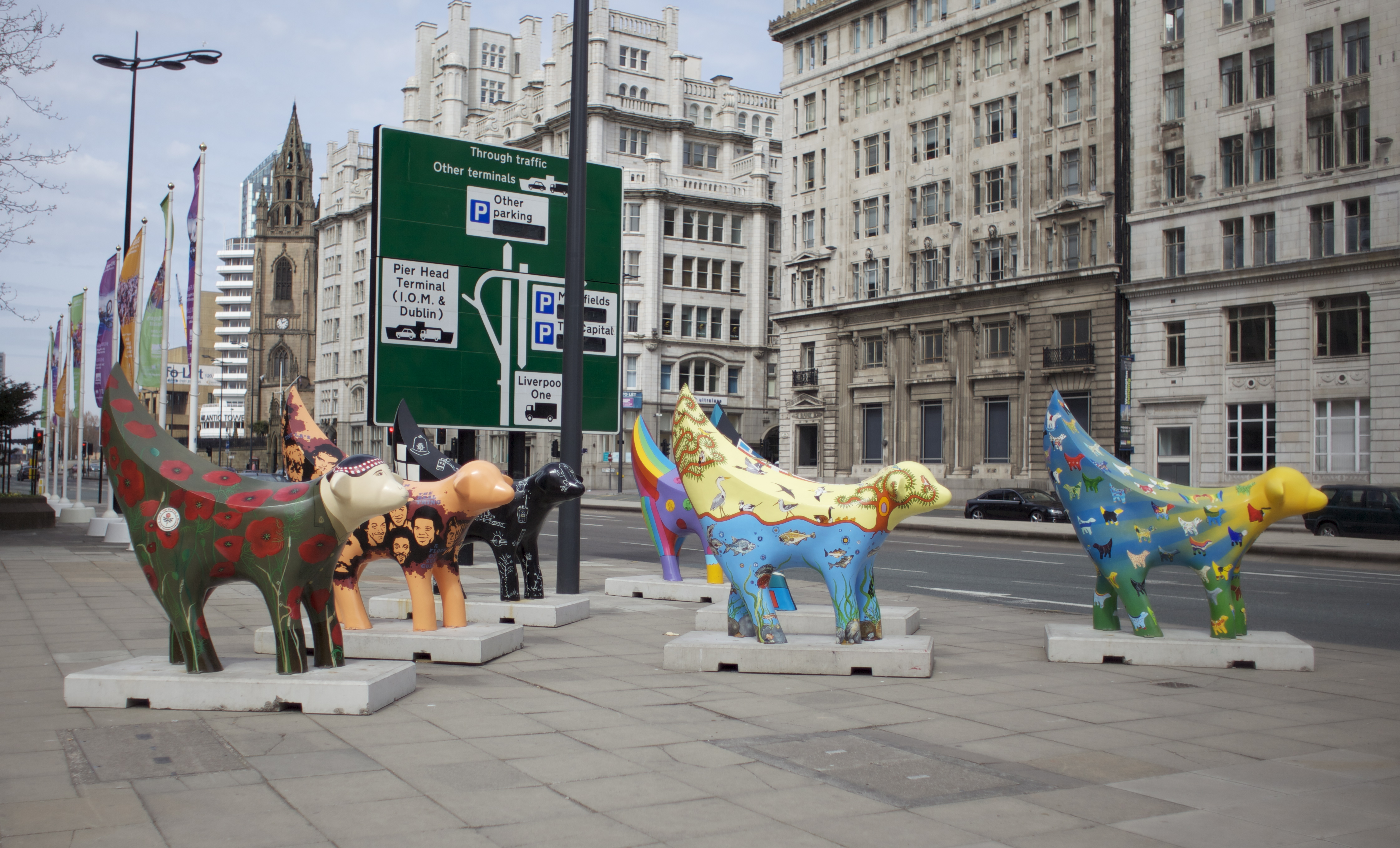
Superlambananas, 2010

Liverpool je mezinárodně uznáván jako významné kulturní centrum s bohatou historií především v oblasti populární hudby. Během 60. let bylo město známé i svými básníky například Rogerem McGoughem a Adrianem Henri.
Významným hudebním tělesem ve městě je Královský liverpoolský symfonický orchestr, který pořádá koncerty ve Philharmonic Hall. Bohatá historie divadelního umění se odráží v mnoha divadlech nacházejících se v Liverpoolu - Empire, Everyman, Liverpool Playhouse, Neptune, Philharmonic Hall, Royal Court a Unity.
V Liverpoolu se nachází i několik významných galerií – Walker Art Gallery uchovává mimo jiné obrazy prerafaelistů, Sudley House obsahuje sbírky moderního umění a Tate Liverpool se sbírkami moderního umění z kolekce Tate Gallery.
Z Liverpoolu nevysílá žádná významná lokální televizní stanice. Město je pokryto vysíláním místních televizí sídlících v Manchesteru například ITV Granada a regionální studio BBC, i když některé vysílací studia se nacházejí v Liverpoolu. Ve městě sídlí některé televizní produkční společnosti například Mersey Television. V Liverpoolu jsou vydávány některé noviny s lokálním zaměřením – deník Daily Post a večerník Echo. Mezi místní rádiové stanice patří například BBC Radio Merseyside, Juice FM, Radio City a Magic 1548.

## Vzdělání

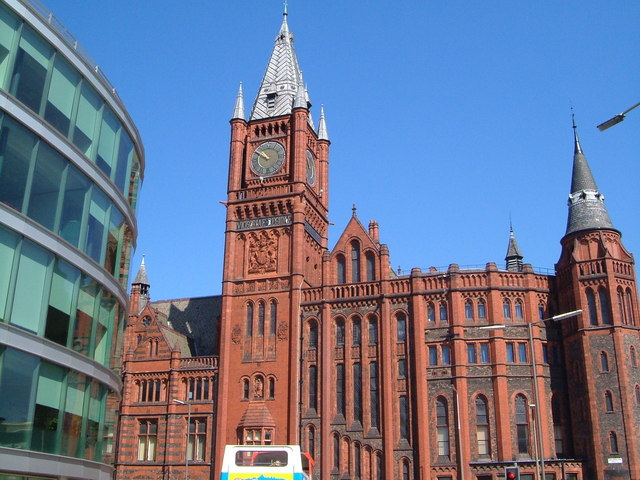
University of Liverpool

Jednou z nejznámějších státních škol v Liverpoolu je Liverpool Blue Coat School, založená již roku 1708 a provozovaná dodnes. Významné soukromé školy ve městě jsou Liverpool College a St. Edward's College, která se nachází na předměstí Liverpoolu.
Ve městě sídlí tři univerzity – University of Liverpool, Liverpool Hope University a Liverpool John Moores University – původně polytechnika, která obdržela statut univerzity roku 1992. Další významnou vzdělávací institucí je Liverpoolská škola topických nemocí, založená pro řešení problémů souvisejících s námořním obchodem.
Liverpoolský institut divadelního umění byl založen roku 1996 Paulem McCartneym, bývalým členem skupiny Beatles, na podporu umělců a techniků. Tento institut je přidružen k Liverpool John Moores University.

## Sport
V Liverpoolu sídlí dva fotbalové kluby hrající v Premier League – Liverpool F.C. na stadiónu Anfield a Everton F.C. na stadiónu Goodison Park. Oba se pyšní bohatou historií – Liverpool je dvacetinásobným anglickým mistrem, šestkrát vyhrál Ligu mistrů a sedmkrát Anglický pohár. Everton je klub, který hraje v Premier League nejdéle, je devítinásobným anglickým mistrem, pětkrát vyhrál Anglický pohár a jednou Pohár vítězů pohárů.
V dostihovém areálu v Aintree na sever od města (na předměstí Sefton) jsou každoročně pořádány dostihové závody Grand National. Jedná se o jednu z nejvýznamnějších dostihových akcí s mezinárodní účastí. Tato akce trvá několik dní a je pořádána na počátku dubna.
Známým atletickým klubem je Liverpool Harriers, jehož domovským stadiónem je Wavertree Athletics Centre. Liverpool má také bohatou boxerskou historii s takovými jmény jako jsou John Conteh, Alan Rudkin a Paul Hodkinson.

## Turistické atrakce

### Přístav

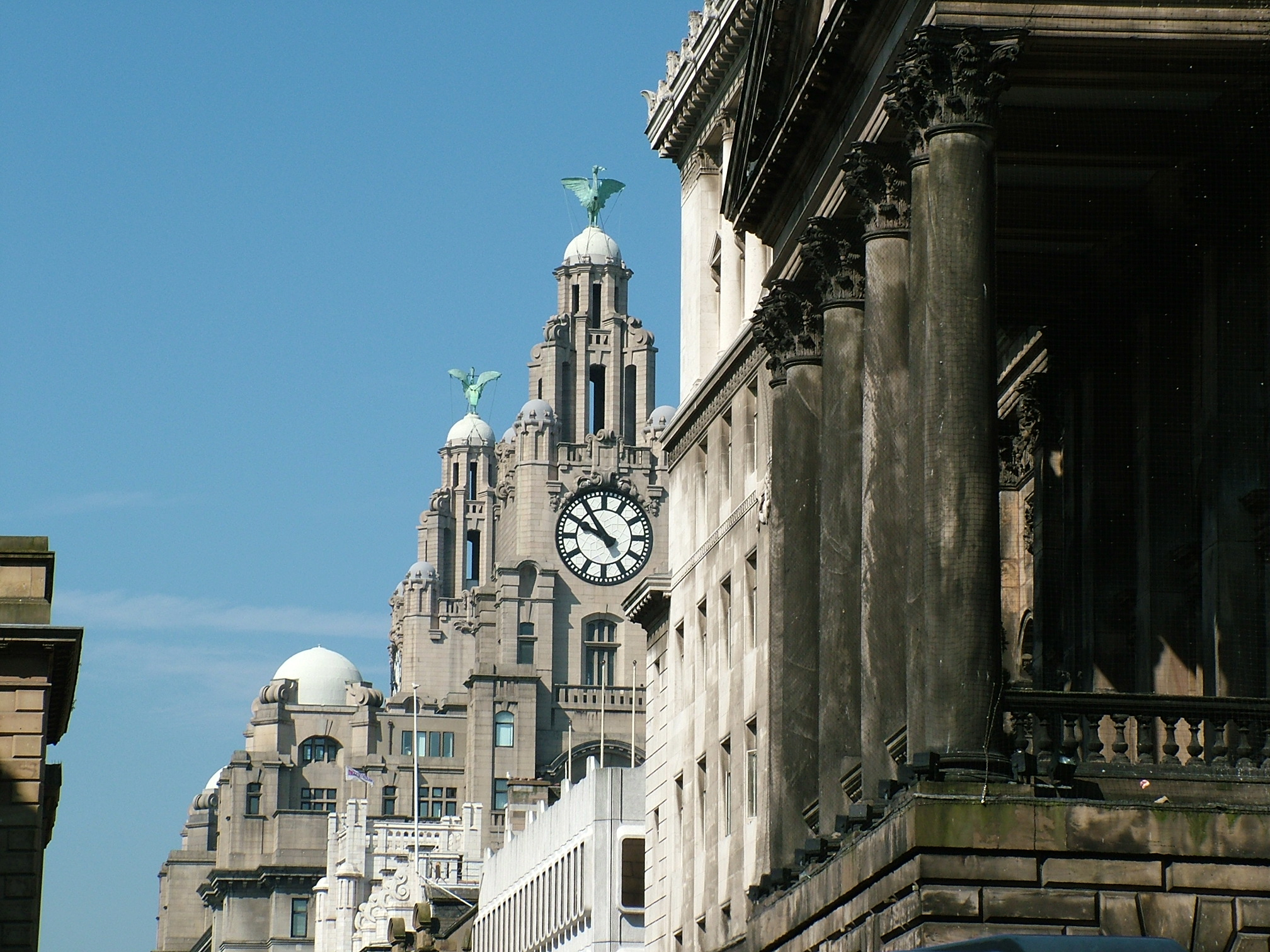
Royal Liver Building

V roce 2004 bylo Liverpoolské pobřeží vyhlášeno UNESCO památkou světového dědictví, odrážející tak význam města v rozvoji námořního obchodu a technologického rozvoje doků. Nejznámějším dokem je Albertův dok – první uzavřený dok postavený z nehořlavého materiálu a první stavba ve Velké Británii vybudovaná pouze z litiny, cihel a kamene. Autorem projektu byl Jesse Hartley. V 80. letech 20. století byl rekonstruován a obsahuje nejvíce chráněných staveb ve Velké Británii. Část původního doku je nyní sídlem Merseyside Maritime Museum, Muzeum Liverpoolu a Tate Liverpool. Další zajímavou stavbou je zde Stanley Dock Tobacco Warehouse, skladiště postavené roku 1901 a ve své době budova s největší zastavěnou plochou.
Další zajímavou oblastí je Pier Head, kde se nachází tři grácie – tři nejznámější Liverpoolské budovy. Royal Liver Building, postavená na počátku 20. století, ohraničená dvěma vysokými věžemi na jejichž vrcholech se nacházejí sochy Liver Bird (symbol Liverpoolu – pták vzdáleně připomínající orla). Cunard Building – původní ústředí lodní společnosti Cunard. Port of Liverpool Building – původní sídlo úřadu Mersey Docks and Harbour Board regulujícího provoz v doku.
Z rozhodnutí výboru pro Světové dědictví UNESCO bylo historické liverpoolské obchodní centrum kvůli připravovanému projektu výstavby, nazvaném Liverpool Waters, v roce 2012 zařazeno na seznam světových památek v ohrožení. V roce 2021 došlo k vyškrtnutí Liverpoolu ze seznamu světového dědictví vzhledem k tomu, že nová výstavba znehodnotila celistvost a autentičnost historického prostředí.

### Náboženské stavby

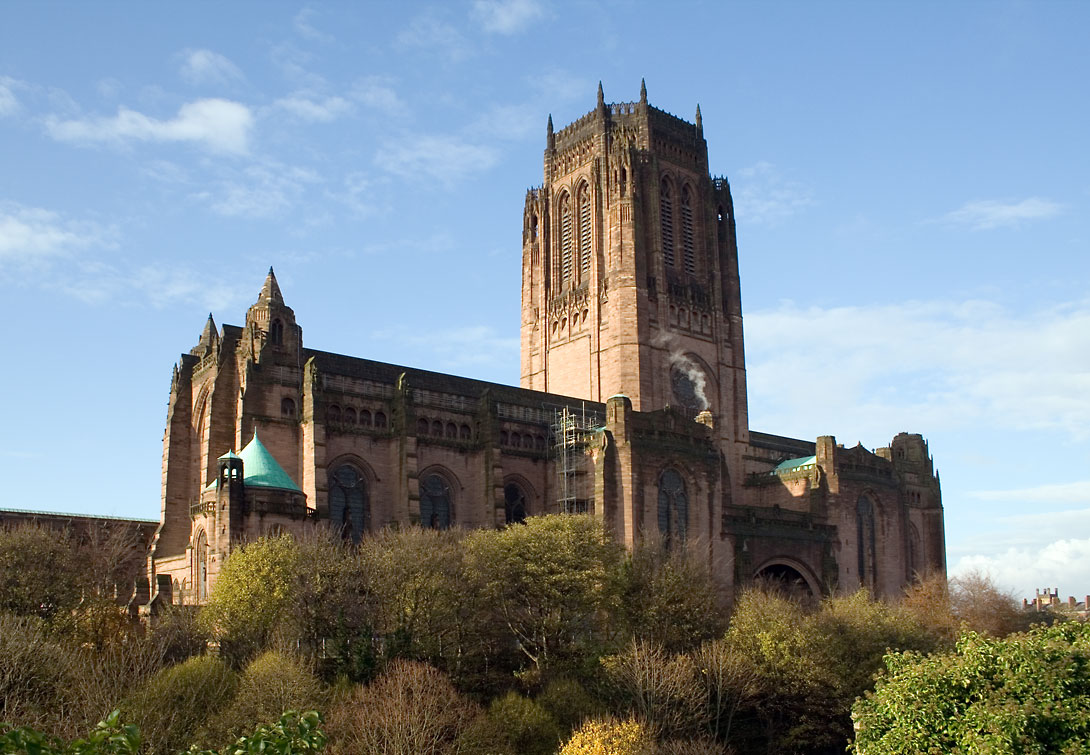
Anglikánská Liverpoolská katedrála

Velké množství imigrantů a námořníků procházejících přístavem vedlo k tomu, že ve městě byly zastoupeny různá náboženství. Farním kostelem v Liverpoolu je anglikánský Our Lady and St Nicholas, který od roku 1257 stojí poblíž pobřeží. Dalšími významnými chrámy jsou řecký ortodoxní Church of St Nicholas (postavený v byzantském slohu) a Gustav Adolfus Kyrka (kostel švédských námořníků).
Bohatství Liverpoolu jako přístavního města se odrazilo ve výstavbě dvou katedrál. Obě byly postaveny ve 20. století. Anglikánská Liverpoolská katedrála, navržená sirem Gilesem Gilbertem Scottem, má jednu z nejdelších chrámových lodí, největších varhan a nejhlasitější zvonění. Římskokatolická Liverpoolská metropolitní katedrála měla být původně ještě větší než Liverpoolská katedrála ale z těchto plánů nakonec sešlo. Přesto se pyšní největším panelem barevného skla na světě.
V Liverpoolu se také nachází mnoho synagog. Jednou z nejvýznamnějších je Princes Road Synagogue. Existuje zde i jedna z nejstarších mešit ve Velké Británii, postavená již roku 1887 Williamem Abdullahem Quilliamem, právníkem, který konvertoval k Islámu. V současné době je hlavní městskou mešitou mešita Al-Rahma.

### Ostatní stavby
Oblast v okolí William Brown Street je označována jako městská kulturní čtvrť. Nachází se zde některé stavby důležitých kulturních institucí jako William Brown Library, Walker Art Gallery a World Museum Liverpool, tři z mnoha Liverpoolských neoklasicistních budov. Poblíž se nachází St. George's Hall, jedna z nejpůsobivějších neoklasicistních staveb, sloužící jako koncertní sál i soudní síň. Liverpoolská radnice, pochází z roku 1754 a vyznačuje se bohatou výzdobou interiéru. Termín Red Brick University používaný pro označení mnoha britských vysokých škol byl inspirován Victoria Building University od Liverpool, známou pro její hodinovou věž.

## Slavní rodáci
- Robert Morris (1734–1806), anglický obchodník, signatář Deklarace nezávislosti, zakladatel Spojených států[4]
- Kate Sheppard (1848–1934), anglická sufražetka, členka hnutí za práva žen na Novém Zélandu[5]
- Beryl Bainbridgeová (1932–2010), anglická spisovatelka[6]
- Brian Epstein (1934–1967), anglický hudební manažer skupiny The Beatles[7]
- John Lennon (1940–1980), anglický zpěvák, hudební skladatel, zakladatel skupiny The Beatles[8]
- Ringo Starr (* 1940), anglický bubeník a zpěvák, člen kapely The Beatles[9]
- Paul McCartney (* 1942), anglický zpěvák, hudebník, hudební skladatel a baskytarista v skupinách The Beatles a Wings[10]
- George Harrison (1943–2001), anglický kytarista a zpěvák, člen kapely The Beatles[11]
- Clive Barker (* 1952), anglický spisovatel, scenárista a režisér[12]
- Kim Cattrall (* 1956), anglicko-kanadská herečka[13]
- Jason Isaacs (* 1963), anglický herec[14]
- Wayne Rooney (* 1985), bývalý anglický profesionální fotbalový útočník a reprezentant, v současnosti fotbalový trenér[15]
- Jodie Comer (* 1993), anglická herečka[16]
- Katarina Johnsonová-Thompsonová (* 1993), anglická atletka, pětibojařka a sedmibojařka[17]